# МиГ-23
МиГ-23 (на руски: Микоян и Гуревич МиГ-23, название на НАТО: Flogger) е съветски изтребител от трето поколение. Той е първият съветски изтребител, използващ ракети от клас „въздух-въздух“ със средна далечина на действие, поразяващи цели отвъд пределите на визуалното откриване. Производството му започва през 1970 г. и приключва в средата на 1980-те години с над 5000 произведени екземпляра. Изтеглен е от експлоатация в Русия и всички държави от бившия Варшавски договор, но остава в експлоатация в много държави от Третия свят.

## История на създаване на самолета
През 1961 г. в ОКБ МиГ започват работата над изтребител от ново поколение, условно наречен МиГ-23. Първият самолет, създаден по тази програма, е прототипът Е-8, който излита на 17 април 1962 г. Този изтребител е с триъгълно крило и е изпълнен по аеродинамичната схема „надлъжен триплан“. На 11 септември 1962 г. Е-8 се разбива и въпреки че от над два месеца лети и втори прототип (Е-8/2), работата по този самолет е спряна. В ОКБ МиГ практически веднага пристъпват към създаването на нов фронтови изтребител, още повече, че по това време в САЩ е приет на въоръжение F-4 Phantom II, първият в света тактически изтребител, способен да води ракетен бой на средни дистанции, и съветското ръководство и военните настояват за бърз и адекватен отговор. Освен това се е появил още един фактор, който също трябва да бъде взет под внимание при проектирането на новата машина – в началото на 1960-те години се появяват тактическите ядрени боеприпаси, които могат да бъдат пренасяни от тактически ракети и изтребител-бомбардировачи. Освен всичко друго тези боеприпаси бързо и лесно ще изваждат от строя големите летища с бетонни писти, които са сред целите с най-висок приоритет във всяка война. Затова пред конструкторите е поставено изискването новият изтребител да може да излита от запасни летища с по-къси писти (т.е. самолетът трябва да има много добри характеристики при излитане и приземяване и особено – ниска скорост на кацане). За изпълнението на тази задача съществуват два начина – използването на подемни двигатели и използването на крило с изменяема стреловидност.
Аеродинамичните изследвания на криле с изменяема стреловидност проведени в ЦАГИ показват, че при използването на малка стреловидност (10 – 15°) характеристиките при излитане и кацане значително се подобряват и минимално допустимата полетна скорост може още да се намали. При стреловидност от порядъка на 35 – 45° се осигуряват добри аеродинамика и маневреност на околозвукови скорости, а при стреловидност от 60 – 70° могат да се достигат високи свръхзвукови скорости, както и да се извършват полети на малки височини с висока приборна скорост.
Основните качества на новия изтребител трябва да са високи скорост и скороподемност, голяма далечина и продължителност на полета. При проектирането МиГ-23 се разглежда като слабоманеврен самолет, тъй като не се предвижда воденето на маневрен въздушен бой и затова максималното му експлоатационно претоварване е намалено до 5 g (това създава много проблеми в бъдеще).
Не е изключено в проектирането на новия самолет да има и в известна степен западно влияние – руснаците са изключително впечатлени от разчетните характеристики и многорежимността на новия американски тежък тактически изтребител с променлива стреловидност на крилото F-111.
Въпреки че вариантът с подемни двигатели има по-малко поддръжници сред конструкторите, все пак е решено да се построят два прототипа на новия МиГ-23 – единият с подемни двигатели, другият с изменяема стреловидност на крилото. Прототипът с подемни двигатели е обозначен условно като „23 – 01“ (може да се срещне и като МиГ-23ПД или МиГ-23УВП. Той е с триъгълно крило (като при МиГ-21) и освен с маршевия двигател Р-27Ф-300 (мощност 5200 кгс, на форсаж 7800 кгс), той разполага и с два подемни двигателя РД-36-35 (2350 кгс), използвани при излитане и кацане. Първият му полет е на 3 април 1967 г., но при изпитанията се оказва, че подемните двигатели създават поднасящ ефект, отразяващ се отрицателно на управляемостта и устойчивостта и е особено опасен при кацане. Това, както и други проблеми довеждат до отказ от този вариант.
Прототипът с изменяема стреловидност на крилото е условно обозначен като „23 – 11“. Оборудван е с високоразположено крило с променлива геометрия, което може да се установява на ъгли на стреловидност 16°, 45° и 72°; двигателят е същия като при „23 – 01“. Машината излита за първи път на 9 юли 1967 г., като още при втория полет е изпробвано изменението на стреловидността на крилото. Първоначалните изпитания преминават сравнително успешно, като са построени общо девет прототипа, обозначени от „23 – 11/1“ до „23 – 11/9“ и машината е препоръчана за серийно производство. В края на 1969 г. МиГ-23 (машини от първия сериен вариант МиГ-23С) е предаден на държавни изпитания. За разлика от МиГ-21, чиито изпитания продължават около година, при МиГ-23 те се проточват четири години (като в това време производството на самолета върви и забележките се отстраняват в движение). Прояват се доста проблеми, някои свързани с конструкцията, други (основните и доста сериозни) – с несъвършените производствени технологии. След дълга работа проблемите в известна степен са отстранени.

## Основни модификации. Развитие на самолета

### Изтребителни варианти
- МиГ-23С – Базов сериен вариант на изтребителя. Първия му полет е на 21 май 1969 г. Той е разчетен за новата бордова РЛС РП-23 „Сапфир-23“, но тя още не е готова и затова първите машини са със старите РЛС РП-22, използвани на модернизираните МиГ-21. Това налага ограничения и във въоръжението – първите серийни МиГ-23 могат да носят по четири ракети „въздух-въздух“ от типовете Р-3Р/Р-3С или Р-13М. За борба с наземни цели самолетите носят ракети Х-66 или Х-23, бомби с калибър 50 – 500 кг, както и блокове с неуправляеми ракетни снаряди С-5 или С-24. В периода 1969 – 1970 в завод „Знаме на труда“ (дн. МАПО), където е организирано производството на новия изтребител са произведени около 50 МиГ-23С, след което се преминава към модернизирани варианти на машината (със същото обозначение) с нови двигатели с повишена мощност.
- МиГ-23М („23-11М“) – Следваща модификация на изтребителя, първият полет е през юни 1972 г. Двигателят е Р-29-300 (мощност 8300/11 500 кгс), а бордовата РЛС вече е „Сапфир-23Д“ с далечина на откриване на цел 55 км и далечина на захват 35 км. Разширен е и съставът на въоръжението – изтребителят вече може да носи две ракети въздух-въздух Р-24Р/Р-24-Т със средна далечина на действие. Самолетът все още има сериозни ограничения по претоварване и въпреки че при този вариант са отстранени много от недостатъците на първата серийна версия, той също не е любимец на пилотите и техниците. Въпреки това става най-масовата модификация на изтребителя.
- МиГ-23МС – Първата модификация предназначена за износ. Появява се през 1973 г. Електрониката е опростена (РЛС „Сапфир-21“), ограничен е и наборът от въоръжение – самолетът може да носи ракети въздух-въздух само с малка далечина на полета.

- МиГ-23МФ – Експортна модификация, предназначена за държавите от Варшавския договор. Създадена през 1977 г. на базата на МиГ-23М, тя се отличава от базовата си версия с леко опростеното си радиоелектронно оборудване (РЛС Сапфир-23Э, Э – экспортный, експортен). Известна част от машините МиГ-23М са преоборудвани в МиГ-23МФ. Първата съюзна държава, която получава новия изтребител е България през 1978 г.
- МиГ-23МЛ („23 – 12“) – Появата на американските изтребители от четвърто поколение F-15 и F-16 и забавянето на съответните руски разработки (Су-27 и МиГ-29), довеждат до появата през 1976 г. на модификацията МиГ-23МЛ. Основното изискване е повишаването на маневреността и есплоатационното претоварване. Това е постигнато като самолетът е олекотен с близо 1250 кг; освен това получава нов, по-мощен двигател Р-35-300 (8550/13 000 кгс) и нова РЛС (Сапфир-23МЛ). Въведена е и автоматична система са ограничаване на ъглите на атака, като по този начин пилотът може максимално да използва маневрения потенциал на машината. Максималното експлоатационно преторване достига 7,5 – 8,5 g. Военните гледат на тази модификакация като временна алтернатива на МиГ-29. МиГ-23МЛ е произвеждан серийно в Иркутск в периода 1976 – 1981 г. за нуждите на съветските ВВС и до 1985 г. за износ.
- МиГ-23П („23 – 14“) – Модификация като изтребител-прехващач на базата на МиГ-23МЛ, създадена през 1977 г. Променено е електронното оборудване, тъй като системите за насочване в авиациата на ПВО са по-различни от тези във ВВС. Самолетът постъпва на въоръжение в периода 1978 – 1979 г., заменяйки остарелите Су-9 и Су-11. Първоначално самолетът запазва възможностите си за удари по наземни цели, но през 1989 г. всички машини от тази модификация са преработени да използват само оръжие от клас „въздух-въздух“.
- МиГ-23МЛА – Модификация на МиГ-23МЛ за ВВС, близка по възможности до МиГ-23П. Снабдена е с усъвършенствана електроника и получава възможност да носи по-съвременно оръжие. Самолетът има възможност да поразява цели във височинен диапазон 40 – 24 000 м, което му позволява да се бори с новопоявилите се крилати ракети. В периода 1978 – 1983 г. са произведени 1100 машини от тази версия.

- МиГ-23МЛД („23 – 18“) – Последната серийна изтребителна модификация. Появява се през 1984 г. като пореден опит за противодействие на маневрените американски изтребители от четвърто поколение. След известни конструктивни доработки (основно на крилете) задачата до известна степен е постигната – до появата на новите машини от четвърто поколение, МиГ-23МЛД е практически единственият съветски фронтови изтребител, който може да води бой на сравнително равни начала с новите американски изтребители. Друго основно нововъведение е промяната на фиксацията на „бойния“ ъгъл на стреловидност от 45° на 33°. Бойният товар е увеличен до 4500 кг, а с оглед на изводите от бойното използване в Афганистан, са монтирани и устройства за разхвърляне на топлинни капани. През 1984 – 1985 г. са произведени само 66 машини от тази модификация, но голяма част от изтребителите от по-ранни версии са преоборудвани в нея във военните авиоремонтни заводи.
- МиГ-23-98 – Модификация създадена през 1998 – 1999 г. за евентуален експорт притежаваща съвременно руско електронно оборудване и въоръжение.
- МиГ-23УБ – Двуместен учебно-боен вариант на базата на МиГ-23С, създаден през 1969 г.
- МиГ-23УМ – Двуместен учебно-боен вариант на базата на МиГ-23МЛ.

Общо са произведени 4278 машини в Москва и 769 в Иркутск.

### Изтребително-бомбардировъчни варианти
- МиГ-23Б – В края на 1960-те г. в СССР няма изтребител-бомбардировач, който да задоволява изискванията, породени от бързото развитие на военната техника и технологии. Нужен е многорежимен самолет, който да замени остарелите МиГ-17 и Су-7Б. При тогавашното ниво на аеродинамиката такъв самолет може да бъде само с крило с изменяема стреловидност. По проблема се работи в конструкторските бюра на Сухой и Микоян – първите преработват Су-7Б в Су-17, а в ОКБ МиГ решават да разработят ударен вариант на базата на току-що създадения МиГ-23. През 1969 – 1970 г. на базата на МиГ-23С е разработена модификацията МиГ-23Б. Тъй като се оказва, че радиопрозрачнияг конус, в който се намира бордовата РЛС на изтребителя, пречи на обзора напред-надолу, нужен за ударен самолет, е взето решение бордовата РЛС да бъде премахната и самолетът получава характерната скосена носова част, заради която е наричан „Крокодилът Гена“ и „Птицечовката“. Липсата на бордови радар лишава самолета от възможността да използва управляеми ракети с радиолокационно насочване. В носовата част е монтиран лазерен далекомер. Въоръжението се състои от свободно падащи авиационни бомби, блокове с неуправляеми ракети, окачваеми контейнери с оръдия (първият съветски изтребител-бомбардировач с такава опция); при окачане на контейнер ДНГ от насочващата система „Делта“, МиГ-23Б може да носи две управляеми по радиолъч ракети Х-23. Произведени са 24 машини от този вариант.

- МиГ-23БН – Модификация на МиГ-23Б, появила се през 1973 г. Двигателят е Р-29-300, монтирано е по-съвършено радиоелектронно оборудване. Тази модификация се произвежда основно за износ. Построени са 450 машини, само малка част от които постъпват в съветските ВВС. Известно количество снети от въоръжение МиГ-23М са преработени във вариант МиГ-23БН.
- МиГ-23БМ – Следващ вариант на машината. Произвеждан серийно в Иркутск от 1973 г. През 1975 г. влиза на въоръжение под обозначението МиГ-27.
- МиГ-23БК – Последна модификация на изтребител-бомбардировача, влязла на въоръжение под обозначението МиГ-27К.

Много често ударните варианти на МиГ-23 са разглеждани като модификации на МиГ-27

## ТТХ
|                                                                                           | МиГ-23С | МиГ-23МФ | МиГ-23МЛД | МиГ-23БН                                                 |
| ----------------------------------------------------------------------------------------- | --- | --- | --- | -------------------------------------------------------- |
| Дължина, м                                                                                | 16.71 | 16.71 | 16.70 | 16.70                                                    |
| Височина, м                                                                               | 4.50 | 4.82 | 5.00 | 4.28                                                     |
| Размах на крилете, м минимален максимален                                                 | 6.84 13.97 | 7.78 13.97 | 7.78 13.97 | 7.80 14.00                                               |
| Площ на крилете, м2 при 16° при ъгъл на стреловидност 72°                                 | 32.60 32.10 | 37.27 34.16 | 37.27 34.16 | 37.25 34.16                                              |
| Маса, кг празен максимална полетна                                                        | 9790 14 800 | 10 890 18 400 | 10 230 20 100 | 11 200 18 600                                            |
| Двигател тяга, кгс на форсаж                                                              | Р-27Ф2-300 6900 10 200                                                                                                | Р-29-300 8300 12 500                                                                                                | Р-35-300 8550 13 000 | Р-29Б-300 78.40 kN 112.70 kN                             |
| Максимална скорост, км/ч                                                                  | 2500 | 2500 | 2500 | 1800                                                     |
| Боен радиус на действие, км                                                               | — | 1450 | 1450 | 850                                                      |
| Скороподемност, м/мин                                                                     | 10 500 | 11 700 | 12 900 | —                                                        |
| Практически таван на полета, м                                                            | 18 000 | 17 500 | 18 600 | 18 000                                                   |
| Макс. експлоатационно претоварване, g                                                     | 5.55 | 8.0 | 8.5 | —                                                        |
| Въоръжение оръдие ракети въздух-въздух ракети въздух-повърхност неуправляеми ракети бомби | 1 х 23-мм ГШ-23Л 4 х Р-3Р/Р-3С или Р-13М Х-23, Х-26 блокове с НУР С-5 или С-24 До 2000 кг бомби с калибър 50 – 500 кг | 1 х 23-мм ГШ-23Л 2 х Р-23Р/Т, 2 – 4 Р-3С/Р, К-13М или Р-60 Х-23Р, Х-26 блокове с С-5, С-8, С-24 с калибър до 500 кг | 1 х 23-мм ГШ-23Л 2 х Р-24Р/Т, 4 х Р-60, 2 х Р-73 1 х Х-23 блокове с С-5, С-8 с калибър 100 – 500 кг, оръдейни контейнери | 1 х 23-мм ГШ-23Л 2 х Р-3С до 3000 кг в различни варианти |

## Бойна биография
Бойният дебют на самолета е в Близкия Изток през лятото на 1982 г. над долината Бекаа, където сирийски МиГ-23МС и МиГ-23МФ водят въздушни боеве с израелски самолети. Според американски данни за периода на боевете Сирия губи 57 самолета, от които 36 МиГ-23. Според Сирия бойната сметка на МиГ-овете е 9 свалени израелски самолета (сред тях 6 F-16 и 2 F-15) при загубата на 6 МиГ-23МФ. А според съветските военни съветници, които се намират там, сирийците губят 6 самолета, а израелците – 5.
В сраженията участват и ударните МиГ-23БН, които съвместно със Су-22М унищожават около 80 танка и два пехотни батальона, като са загубени 14 машини.
През 1983 г. Сирия получава и МиГ-23МЛД с ракети Р-24Р/Р-24Т, с които по съветски данни са свалени три F-15 и един F-4E без загуби, но към тези данни трябва да се подхожда с резерви.
МиГ-23 участват от иракска страна и в Ирано-иракската война. Няма точни данни за действията на самолетите, които са от вариантите МС, МЛ и БН. Известни са два успешни рейда на МиГ-23БН (модернизиран в Ирак със система за дозареждане във въздуха) срещу ирански петролни терминали в Персийския залив. Съветските МиГ-ове в Ирак са пригодени да използват ракетно въоръжение западен образец, както и френските Mirage F-1EQ са пригодени да използват съветско въоръжение. Според руски данни самолетът, успешно атакувал американската фрегата „Старк“ с ракети Екзосет в Персийския залив е именно МиГ-23.
По време на Войната в залива 1991 г. загубите понесени от МиГ-23 са 6 – 8 машини, свалени от F-15. Има сведения, че двойка МиГ-23МЛ сваля над Багдад италиански Tornado ADV.
В Ангола воюват около 50 машини от версиите МФ, МЛ и БН. Те са пилотирани от кубински пилоти и се сражават срещу бунтовниците от УНИТА и ВВС на ЮАР. Те свалят три южноафрикански самолета (Mirage F-1AZ, Mirage III и Impala) при свои загуби от 4 машини, от които две в резултат на диверсия и една свалена по погрешка от собствената ПВО.
Либийските МиГ-23МС/БН участват във войната в Чад. МиГ-23 са активни участници и в първия инцидент в залива Сидра през 1981 г. Няколко самолета са унищожени на земята в хода на американската наказателна операция Елдорадо каньон през 1986 г., а при втория инцидент в залива Сидра през 1989 г., американски изтребители F-14 Tomcat свалят два МиГ-23МС.
Съветските МиГ-23 участват във войната в Афганистан. През 1984 г. в Афганистан е прехвърлен 120-и ИАП (изтребителен авиополк) с 36 МиГ-23МЛД, които воюват до януари 1989 г. Там МиГ-23 изпълняват основно задачи по наземни цели, но има и няколко срещи с пакистански F-16, при една от тях при ненапълно изяснени обстоятелства е свален един F-16, при друга – един МиГ-23 е улучен от ракета AIM-9L, но успява да се завърне на летището си. Загубите на МиГ-23МЛД се оценяват на около 12 машини плюс още няколко, унищожени на земята при ракетно-артилерийски обстрел.
МиГ-23БН участват и от етиопска страна във втората етиопско-еритрейска война (1998 – 2000). Има твърдения от еритрейска страна за два свалени МиГ-а, но те не са потвърдени от независими източници.
МиГ-23 показва доста добра способност за незабележимо проникване във въздушното пространство на други държави. През 1989 г. сирийски пилот с МиГ-23МЛД пресича на малка височина израелската граница и каца на военно летище, искайки политическо убежище. През същата година кубински пилот с МиГ-23 по същия начин бяга в САЩ. И в двата случая присъствието на МиГ-овете във въздушното пространство е открито едва когато те приближават летищата и започват радиопреговори за кацане. През същата тази 1989 г. либийски МиГ-23 се разбиват в планински масиви в Южна Италия и о-в Крит. И в двата случая не са открити от ПВО на държавите.
Отново през тази 1989 г. става друг, до известна степен доста куриозен случай, показващ „своенравието“ на първите модификации на МиГ-23. На 4 юли съветски МиГ-23 излита от летище в Полша, но на височина 130 м форсажът на двигателя се самоизключва и оборотите падат под критичния минимум. Пилотът не успява да се справи със ситуацията и катапултира, но двигателят увеличава оборотите и самолетът продължава да набира височина. Малко по-късно МиГ-ът пресича въздушната граница на ФРГ на височина 12 000 м и само 10 минути след това до него се приближават двойка F-15, излетели на прехват. Пилотите им с изненада забелязват празното пилотско място, но не се решават да свалят самолета, защото полетът преминава над гъсто населени райони. След свършване на горивото и 1 ч. 22 мин. полет, изтребителят МиГ-23 пада на територията на Белгия, убивайки един човек на земята.

## Оператори
- Алжир
- Ангола
- Етиопия
- Зимбабве
- Индия
- Йемен
- Куба
- Либия
- Северна Корея
- Туркменистан
- Сирия

### Изведен от експлоатация
- Афганистан
- България – 90 броя МиГ-23
- Германска демократична република
- Германия
- Египет
- Ирак
- Иран
- Народна демократична република Йемен
- Словакия
- СССР
  - ПВО
  - ВВС
- Судан
- Украйна
- Унгария
- Чехословакия
- Чехия
- Румъния

## В България
Първите МиГ-23, постъпили на въоръжение в българските ВВС са от варианта МиГ-23МФ. Това са 12 машини, които през ноември 1978 г. влизат в състава на 1-ва ескадрила от 18-и ИАП, базирана на авиобаза Доброславци. Пристигат и МИГ-23БН, в 25-и ИБАП „Чешнегирово“. Заедно с тях пристигат и три МиГ-23УБ. В края на 1983 г. България получава още осем МиГ-23МЛА, а през 1984 – 1985 г. – 16 МиГ-23МЛД в експортен вариант, базирани в Габровница, като с тях пристигат и още пет МиГ-23УБ. Последните МиГ-23, получени от българските ВВС са пет МиГ-23МЛД втора ръка от варианта за съветските ВВС, доставени през 1992 г.
При катастрофи и аварии са загубени общо 8 самолета и трима пилоти (в периода 1982 – 1989 г.).